# Jessica Williams (Schauspielerin)

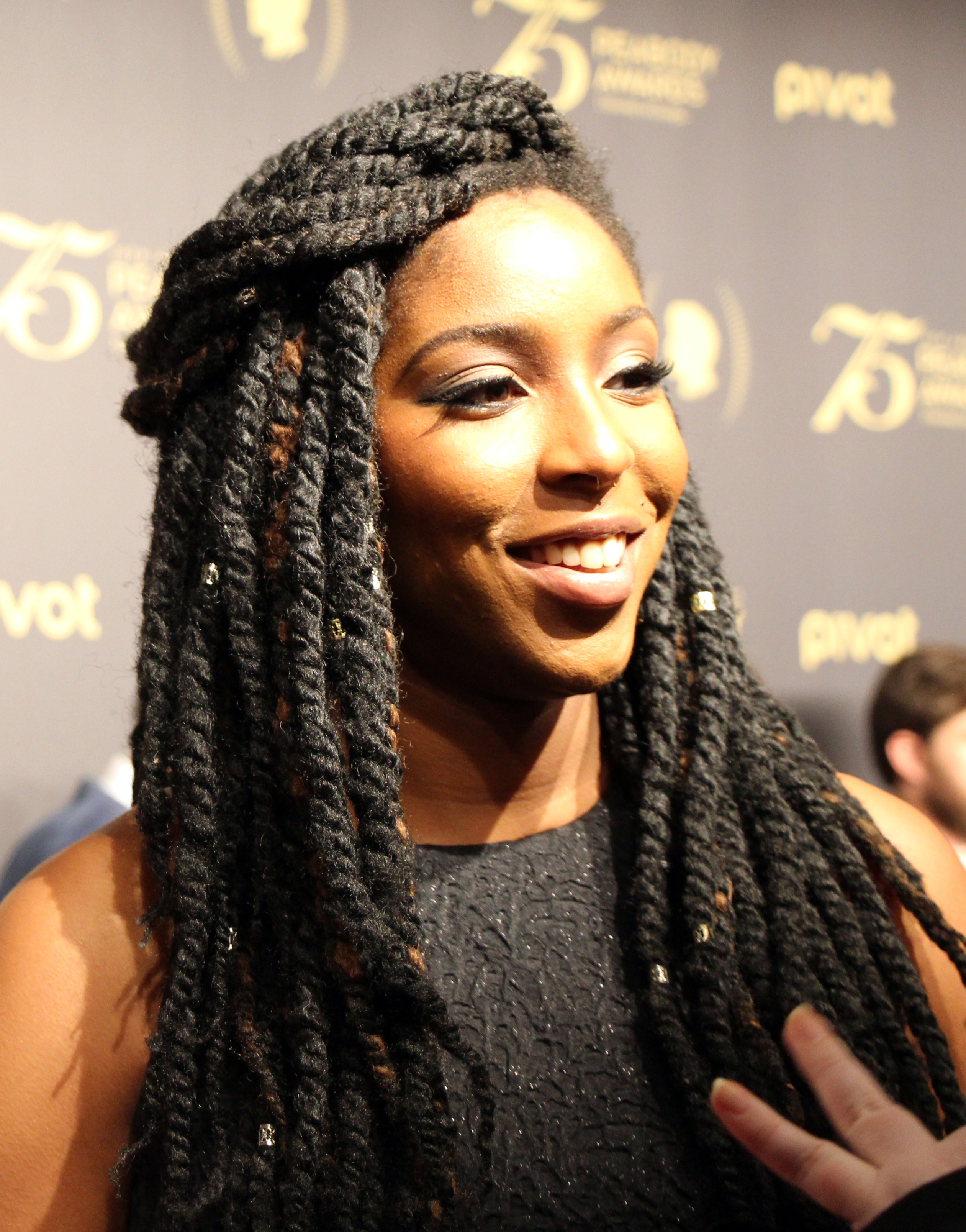
Jessica Williams (2016)

Jessica Renee Williams (* 31. Juli 1989 im Los Angeles County, Kalifornien) ist eine US-amerikanische Schauspielerin und Komikerin.

## Leben
Williams gab ihr Schauspieldebüt 2006 in der Nickelodeon-Serie Just for Kicks als Vida Atwood. Danach trat sie mit Improvisationskomik und Sketchen in Shows wie ComedySportz: The College Team und im Upright Citizens Brigade Theatre auf. Ab dem Jahr 2012 war Williams in verschiedenen Rollen in der Satire-Sendung The Daily Show zu sehen. Es folgten kleinere Rollen in Filmen wie The Company You Keep – Die Akte Grant, Der Lieferheld – Unverhofft kommt oft und Hot Tub Time Machine 2. 2017 produzierte Netflix die romantische Komödie The Incredible Jessica James, in der Williams die Hauptrolle übernahm. 2018 war sie im Fantasyfilm Phantastische Tierwesen: Grindelwalds Verbrechen als Hexe Eulalie Hicks zu sehen. 2019 trat Williams an der Seite von Beanie Feldstein und Kaitlyn Dever in der Komödie Booksmart als Lehrerin Miss Fine auf.

## Filmografie (Auswahl)
- 2006: Just for Kicks (Fernsehserie, 13 Episoden)
- 2010: UCB Comedy Originals (Fernsehserie, 5 Episoden)
- 2010: This Show Will Get You High (Fernsehfilm)
- 2011: Bath Boys Comedy (Fernsehfilm)
- 2012–2016: The Daily Show (Fernsehserie, 141 Episoden)
- 2012: The Company You Keep – Die Akte Grant (The Company You Keep)
- 2013: Der Lieferheld – Unverhofft kommt oft (Delivery Man)
- 2014: Girls (Fernsehserie, 4 Episoden)
- 2015: People Places Things
- 2015: Hot Tub Time Machine 2
- 2016: Inside Amy Schumer (Fernsehserie, 1 Episode)
- 2017: The Incredible Jessica James
- 2018: Phantastische Tierwesen: Grindelwalds Verbrechen (Fantastic Beasts: The Crimes of Grindelwald)
- 2019: Corporate Animals
- 2019: Booksmart
- 2019: The Twilight Zone (Fernsehserie, 1 Episode)
- 2020: Omniboat: A Fast Boat Fantasia
- 2021: Alle lieben Arlo (I Heart Arlo, Fernsehserie, 7 Episoden, Sprechrolle)
- 2021: Love Life (Fernsehserie, 10 Episoden)
- 2022: Phantastische Tierwesen: Dumbledores Geheimnisse (Fantastic Beasts: The Secrets of Dumbledore)
- seit 2023: Shrinking (Fernsehserie)
- 2024: Road House